# 石橋今日美
石橋 今日美（いしばし きよみ、1975年 - ）は、日本の映画監督、映画批評家。

## 経歴
東京大学大学院修士課程修了。パリ第3大学映画学科博士課程修了。ウェブ雑誌『Flowerwild』編集長、東京工科大学メディア学部助教、東京映画社企画制作グループのディレクターなどを歴任。映画批評家として『カイエ・デュ・シネマ・ジャポン』や『マリ・クレール・ジャポン』などに寄稿する。
2007年、携帯電話を用いて撮影した監督第一作『Silent Scream』がパリ市立映像フォーラム主催ポケット・フィルム・フェスティバルに出品される。2009年、『Spyder』がロッテルダム国際映画祭に出品される。

## フィルモグラフィー
- Silent Scream（2007年）
- Spyder（2009年）